# St. Michaels (Maryland)
St. Michaels é uma cidade  localizada no estado americano de Maryland, no Condado de Talbot.

## Demografia
Segundo o censo americano de 2000, a sua população era de 1193 habitantes.

## Geografia
De acordo com o United States Census Bureau tem uma área de
2,3 km², dos quais 2,1 km² cobertos por terra e 0,2 km² cobertos por água.

## Localidades na vizinhança
O diagrama seguinte representa as localidades num raio de 24 km ao redor de St. Michaels.